# Caylus, Tarn-et-Garonne

Caylus este o comună în departamentul Tarn-et-Garonne din sudul Franței. În 2009 avea o populație de 1.536 de locuitori.

## Evoluția populației
| An        | 1975  | 1982  | 1990  | 1999  | 2006  | 2009  |
| --------- | ----- | ----- | ----- | ----- | ----- | ----- |
| Populație | 1.364 | 1.409 | 1.308 | 1.324 | 1.531 | 1.536 |